# Joseph-Cléophas Saindon
Joseph-Cléophas Saindon, né le 3 novembre 1866 à Cacouna au Québec et mort le 26 août 1941 à Sayabec au Québec, est un homme d'Église catholique québécois. Il a été le premier curé de Sayabec, à partir de 1896 jusqu'à sa mort, ayant été ainsi le curé de la paroisse pendant plus de 45 ans.

## Biographie
Joseph-Cléophas Saindon est né le 3 novembre 1866 à Cacouna au Québec de Félix Saindon et de Philomène Rouleau,,,.Il étudia l'enseignement à l'École normale Laval à Québec. Puis, de 1889 à 1893, il étudia la théologie au Grand séminaire de Rimouski.
Le 28 mai 1893, il fut ordonné prêtre par l'évêque André-Albert Blais au séminaire de Rimouski,,. De 1893 à 1895, il fut assistant-directeur des élèves au séminaire de Rimouski ainsi que, de 1894 à 1895, professeur des matières commerciales. Le 1er juillet 1895, il fut nommé vicaire à Cacouna.
Le 10 septembre 1896, il devint le curé fondateur de Sayabec et il fit construire le premier presbytère où il emménagea le 20 décembre 1898,,,,,. Il y a également fondé un couvent dont la direction fut donnée aux Filles de Jésus de Trois-Rivières en 1905 en plus de deux maisons d'enseignement et une école pour gaçons,. Le 9 octobre 1906, il fut délégué pour l'érection de la paroisse Saint-Edmond de Lac-au-Saumon. En 1907, il établit la caisse populaire de Sayabec.

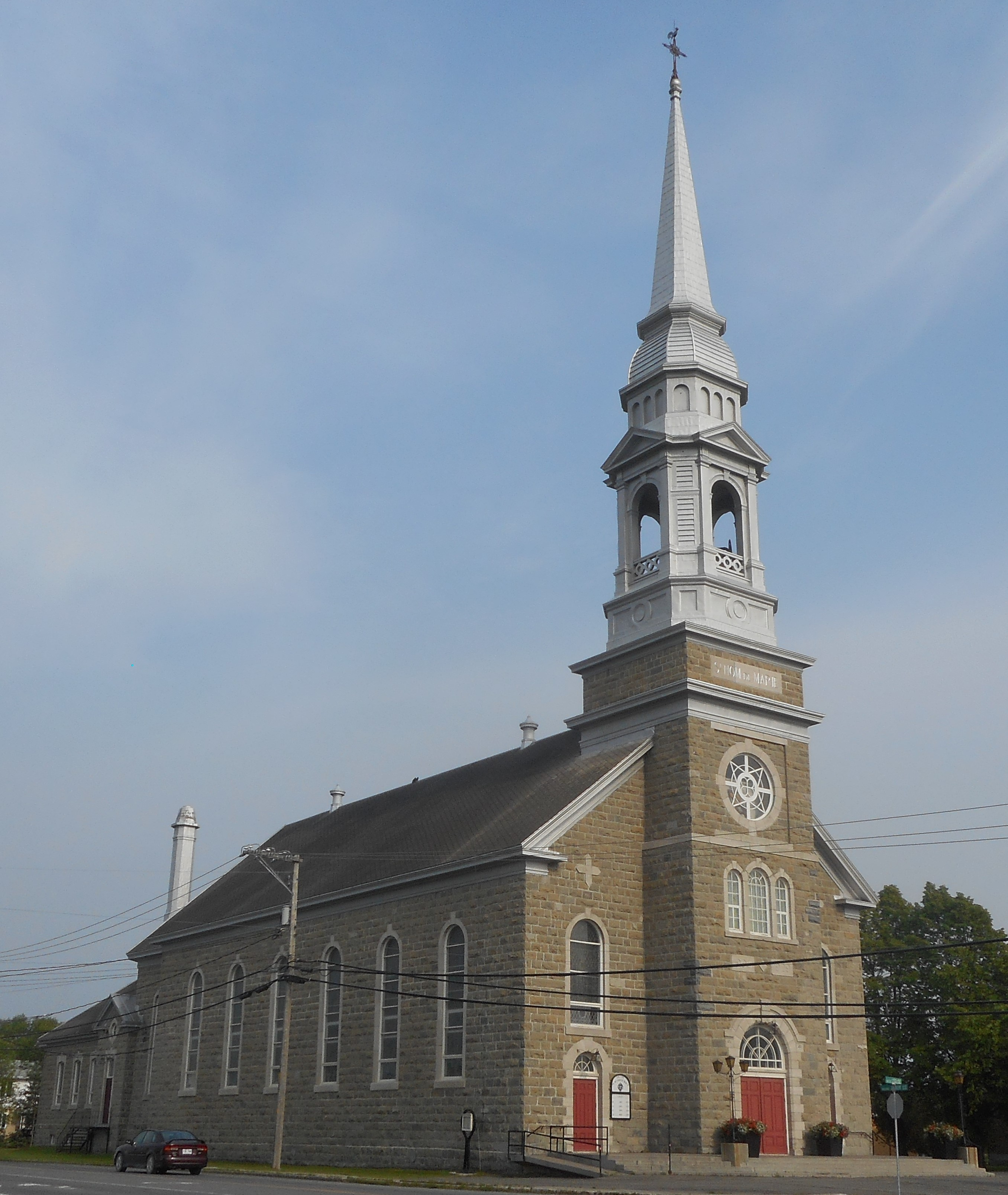
Église Saint-Nom-de-Marie de Sayabec

Le 4 novembre 1912, il devint le président de la conférence ecclésiastique no 9. Le 20 janvier 1921, il obtint également la charge de la mission de Saint-Cléophas jusqu'à ce qu'il y soit remplacé, en juillet de la même année, par Charles Pelletier, qui était jusqu'alors vicaire à Sayabec,. Le 23 septembre de la même année, il fut nommé vicaire forain du district no 6. Le 19 juillet 1924, il fut délégué à Saint-Vianney pour la construction de plusieurs bâtiments, puis, le 1er mai 1925 pour l'érection de la paroisse. Le 8 novembre 1928, il fut délégué à Val-Brillant pour la parachèvement de l'intérieur de l'église. En 1929, à la suite de l'incendie de l'église causé par la foudre, il fit les plans pour la nouvelle église en pierre construite en 1931,.
Le 26 août 1941, il meurt en fonction dans le presbytère de Sayabec après avoir été le curé de la paroisse pendant plus de 45 ans,,,. Il est inhumé dans le cimetière paroissial de Sayabec.

## Hommages

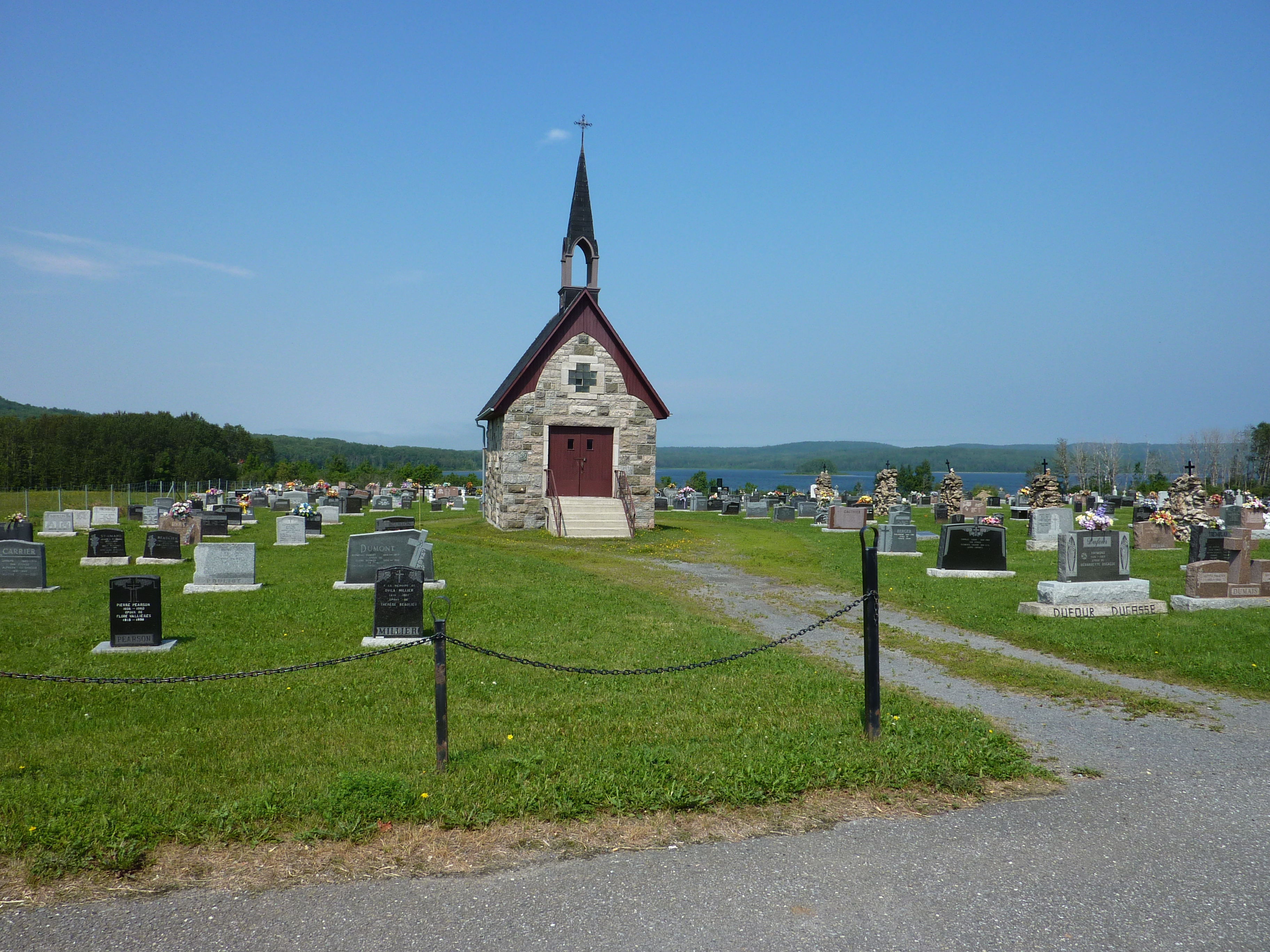
Le cimitière J.-C. Saindon

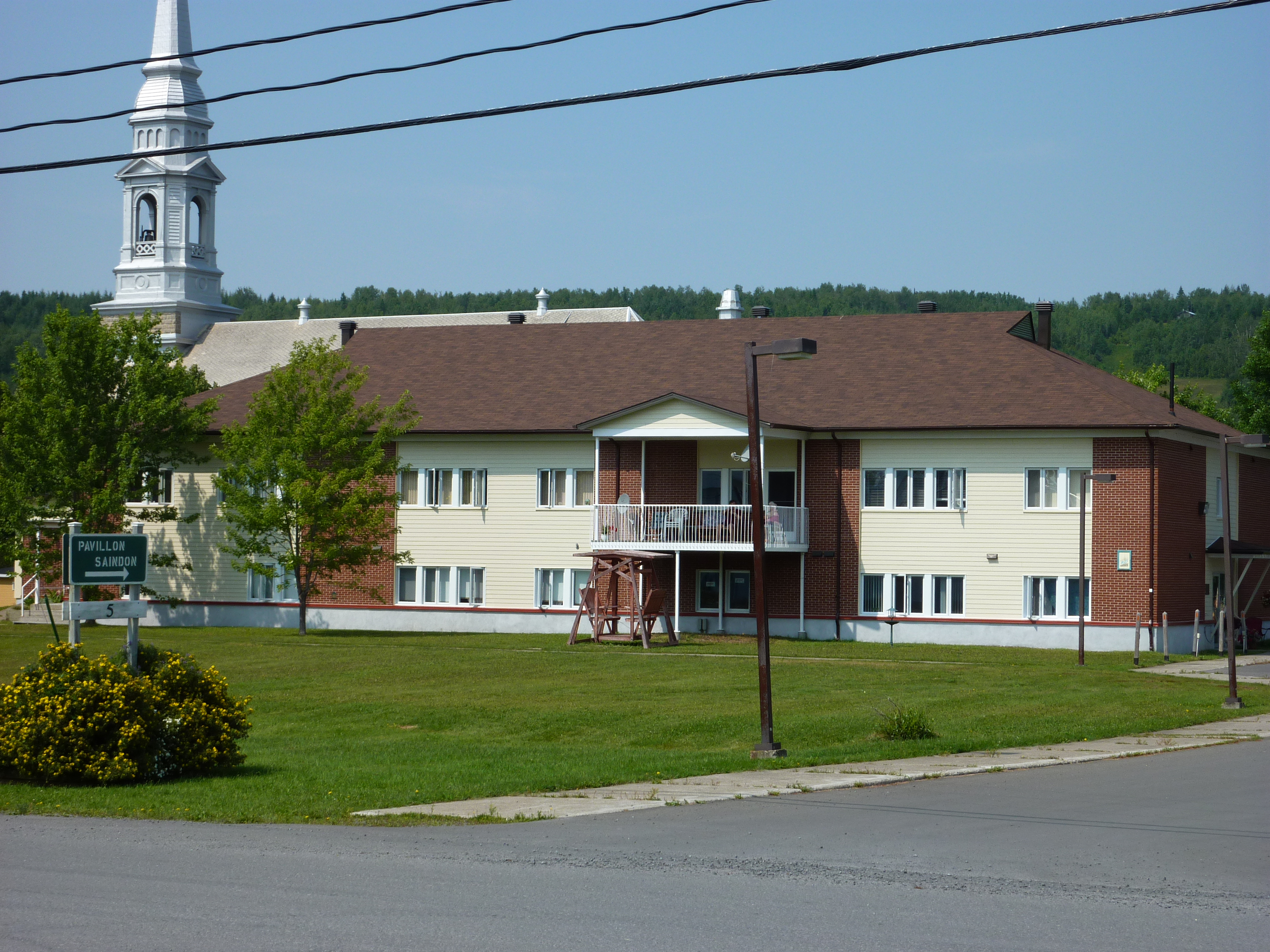
Le Pavillon Chanoine Saindon

La première gare ferroviaire ouverte à Sayabec en 1912 porta d'abord le nom de « Saindon ».
Le 28 mars 1917, un village se détacha de la municipalité de paroisse de Sayabec et fut nommé « Saindon » en l'honneur de Joseph-Cléophas Saindon avant d'être renommé Sayabec en 1951.
Le 28 juin 1918, une statue du Sacré-Cœur fut érigée par des paroissiens à l'occasion du 25e anniversaire de l'ordination sacerdotale de Joseph-Cléophas Saindon.
Le 19 mai 1921, une municipalité de paroisse fut détachée de Sayabec et nommée « Saint-Cléophas » en son honneur.
De nos jours, à Sayabec, une rue porte le nom de « Saindon », un édifice à logements pour personnes âgées celui de  « Pavillon Chanoine Saindon » et un cimetière celui de « Cimetière J.-C. Saindon » en son honneur.

## Annexe